# Cynanchum zeyheri
Cynanchum zeyheri är en oleanderväxtart som beskrevs av Rudolf Schlechter. Cynanchum zeyheri ingår i släktet Cynanchum och familjen oleanderväxter. Inga underarter finns listade i Catalogue of Life.